# Блауштайн

Блауштайн

Блауштайн (нем. Blaustein, алем. нем. Blaostoe) — коммуна в Германии, в земле Баден-Вюртемберг.
Подчиняется административному округу Тюбинген. Входит в состав района Альб-Дунай. Население составляет 15 489 человек (на 31 декабря 2010 года). Занимает площадь 55,61 км². Официальный код — 08 4 25 141.